# Color field

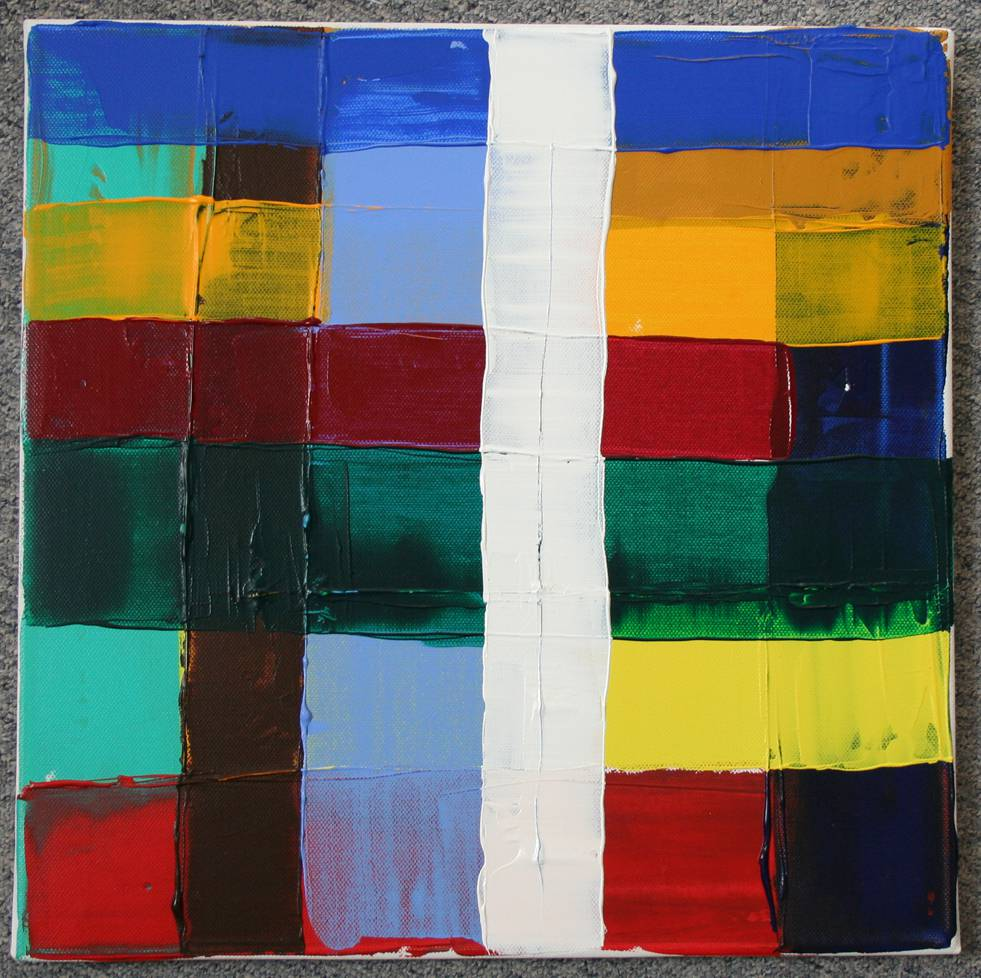
El Color Field se caracteriza por amplios campos de color liso y sólidos creando áreas de superficie uniforme y un plano liso de imagen.

Color field es un estilo de pintura abstracta que emergió en la ciudad de Nueva York durante los años cuarenta y cincuenta del siglo XX. Dicho estilo se inspiró del modernismo europeo y se encuentra estrechamente relacionado al expresionismo abstracto, siendo que muchos de sus principales expositores pertenecían a este mismo movimiento. El Color Field se encuentra caracterizado, principalmente, por amplios campos de color liso y sólido, extendidos o teñidos en el lienzo, creando áreas de superficie uniforme y un plano liso de imagen. El movimiento otorga menor énfasis a la pincelada y la acción, a favor de la consistencia de la forma en su conjunto y del proceso. En la pintura del Color Field, “el color es liberado del contexto objetivo y se convierte en el sujeto en sí mismo”.
A finales de 1950 e inicios de 1960, los pintores del Color field emergieron en Gran Bretaña, Canadá, Washington D. C. y la costa este de los Estados Unidos, utilizando formatos con franjas, blancos, patrones geométricos simples y referencias al imaginario del paisaje y de la naturaleza.

## Raíces históricas
El punto de atención en el mundo contemporáneo del arte comenzó a girar de París hacia Nueva York a partir del fin de la Segunda Guerra Mundial y del desarrollo del expresionismo abstracto americano. Durante finales de los cuarenta e inicios de los cincuenta, Clement Greenberg fue el primer crítico de arte en sugerir e identificar una dicotomía entre las diferentes tendencias en el canon del expresionismo abstracto. Tomando acción junto con Harold Rosenberg (otro artista importante dentro del expresionismo abstracto), quien escribió sobre las virtudes del “action painting” en su famoso artículo “Artistas americanos del action painting”, publicado en la edición de diciembre de 1952 en el periódico Art news, Greenberg observó otra tendencia hacia el uso del color por completo o Color field en los trabajos de diversos artistas de la llamada “Primera generación” de expresionistas abstractos.
Mark Rothko fue el primero de los artistas a los que Greenberg se refirió como miembro del movimiento del Color field, ejemplificando este con su obra Magenta, black, green on orange, aunque el mismo Rothko se negara a adherirse a alguna corriente. Para Rothko, el color era “simplemente un instrumento”. En este sentido, sus obras más conocidas – las “multiformas” y sus otras pinturas representativas – son, en esencia, la misma expresión. Sin embargo, éstas son, también, un mecanismo de expresión de las “más básicas emociones humanas”, como lo son sus pinturas surrealistas y mitológicas. Lo que tienen en común estas innovaciones en estilo es una preocupación por la “tragedia, éxtasis y fatalidad”. Para 1958, cualquier expresión espiritual que Rothko hubiese tratado de retratar en el lienzo, se tornaba más oscura. Sus rojos brillantes, amarillos y naranjas de inicios de los cincuenta se habían ido transformando en azules oscuros, verdes, grises y negros. Su última serie de pinturas de mediados de los sesenta, fueron grises y negras con bordes blancos; asemejando paisajes abstractos de una tundra o de un desolado y desconocido país.
Rothko se encontraba, durante mediados de los años cuarenta, en medio de un periodo crucial de transición, habiendo sido impresionado por los campos de color abstractos de Clyfford Still; los cuales fueron influenciados, en parte, por los paisajes del norte de Dakota, de la cual era nativo Still. En 1947, a partir de un semestre en el que Rothko y Still impartieron clases en la Escuela de California de Bellas Artes (conocida hoy en día como el San Francisco Art Institute), estos tuvieron la idea de fundar su propia escuela. Still era considerado como uno de los principales pintores del Color field - sus pinturas no figurativas se concentraban en la yuxtaposición de diferentes colores y superficies. Sus abruptos destellos de color daban la impresión de que una capa de color había sido desprendida de la pintura, revelando los colores yaciendo debajo de ésta, haciendo alusión a estalactitas o cavernas. Las disposiciones de Still son irregulares, abruptas, con una textura pesada y un agudo contraste, como es visto en su pintura 1957D1.
Otro artista cuyos más reconocidos trabajos se encuentran relacionados tanto al expresionismo abstracto, como al color field, es Robert Motherwell. El estilo de expresionismo abstracto de Motherwell, caracterizado por líneas y figuras vagamente medidas y dibujadas, fue influenciado por Joan Miró y Henri Matisse. Las series Elegy to the Spanish republic No. 110 (1971) de Robert Motherwell, representan ambas tendencias, mientras que sus Open series de finales de los sesenta, setenta y ochenta, lo posicionan firmemente dentro del campo del color field. En 1970, Motherwell dijo: "A lo largo de mi vida, el pintor del siglo XX al que más he admirado ha sido Matisse". Esto hace alusión a diversas de sus series de pinturas, las cuales reflejan la influencia de Matisse; más notablemente sus <<Open series>> que se acercan a las clásicas obras del color field.
Barnett Newman es considerado como una de las mayores figuras en el expresionismo abstracto, así como del color field. Los trabajos de Newman se encuentran caracterizados por áreas puras y planas de color, separadas por delgadas líneas verticales, o franjas, como Newman solía llamarlas. Este estilo se encuentra ejemplificado por Vir heroicus sublimis, presente en la colección del MoMA. El mismo Newman pensaba que había alcanzado su punto de maduración artística con el estilo utilizado en las series Onement de 1948. Las franjas definían la estructura espacial de la pintura, a la vez que también unían y dividían la composición. Aunque las pinturas de Newman parecieran del todo abstractas, y muchas de ellas no contaran en su origen con un título, los nombres que este les brindó posteriormente daban a entender temas específicos, frecuentemente relacionados con aspectos judíos. Por ejemplo, dos pinturas de principios de los cincuenta, fueron tituladas Adam y Eve; además, también existieron pinturas como Uriel (1954) y Abraham (1949), una pintura oscura en la que, en conjunto con el nombre del patriarca bíblico, apareció también el nombre del padre de Newman, quien había fallecido en 1947. Las obras tardías de Newman, tales como las series Who's afraid of red, yellow and blue, utilizaron colores puros y vibrantes, frecuentemente posicionados en largos lienzos.
Jackson Pollock, Adolph Gottlieb, Hans Hofmann, Barnett Newman, Clyfford Still, Mark Rothko, Robert Motherwell, Ad Reinhardt y Arshile Gorky (en sus últimas obras) se encontraron entre los pintores prominentes del expresionismo abstracto que Greenberg identificó como estando conectados a la pintura del Color field entre 1950 y 1960.
Aunque Pollock se encuentra estrechamente asociado con el action painting debido a su estilo, técnica y a su aplicación física de la pintura, los críticos de arte han relacionado sus obras tanto al campo del action painting como del color field. Otra visión crítica traída por Clement Greenberg conecta los lienzos de Pollock con las Water lilies de gran escala de Claude Monet, hechas durante los años veinte. Greenberg, el crítico de arte Michael Fried y otros, han observado que los sentimientos representados en las obras de Pollock - sus pinturas "goteantes" - se leen como amplios campos de elementos lineares construidos. Asimismo, estos son frecuentemente leídos como vastos complejos de pintura sobre campos de color y dibujo, relacionados con los Monets tardíos, con amplias dimensiones y construidos a través de múltiples pasajes de pinceladas y marcas, que también pueden ser interpretados como campos de color y dibujo utilizados para construir las superficies de la pintura. El uso de composición de Pollock a lo largo de todo el lienzo permitió una conexión física y psicológica con la forma mediante la cual los pintores del color field, tal como Newman, Rothko y Still construyeron sus superficies uniformes o, en el caso de Still, sus superficies cortadas. En diversas de las pinturas que Pollock generó tras su periodo de pinturas "goteantes" (1947-1950), utilizó una técnica de teñido de pintura de óleo y de pintura para casas sobre el lienzo. Durante 1951 produjo una serie de pinturas semi-figurativas con manchas negras, y en 1952 produjo pinturas manchadas utilizando color. En su exhibición de noviembre de 1952, en la Galería Sídney Janis de Nueva York, Pollock presentó Number 12, 1952, una gran pintura manchada que asemejaba un paisaje con colores brillantes (con una capa de pintura goteante de tono oscuro)); la pintura fue adquirida por Nelson Rockefeller para su colección personal. En 1960 la pintura fue severamente dañada por un incendio en la mansión del gobernador en Albany, incendio en el cual una pintura Arshile Gorky, junto con otras obras de la colección Rockefeller se vieron perjudicadas. Sin embargo, en 1999 la obra fue restaurada e instalada en el Mall de Albany.
Arshile Gorky es considerado como uno de los padres fundadores del expresionismo abstracto y como un surrealista, este también fue uno de los primeros pintores de la Escuela de Nueva York en utilizar la técnica de la tinción. Gorky creó amplios campos de color continuo, vívido y abierto, que utilizó en muchas de sus pinturas como "suelos". En las obras más efectivas y reconocidas de Gorky de entre los años 1941-1948 utilizó, constantemente, intensos campos de color, permitiendo a la pintura correr y gotear por debajo y alrededor de sus familiares formas orgánicas y de sus delicadas líneas. Otro pintor del expresionismo abstracto cuyas obras de los cños cuarenta llaman a la mente las pinturas "manchadas" de los años sesenta y setenta es James Brooks. Brooks utilizó regularmente la técnica de la "tinción" en sus pinturas de 1940. Este comenzó diluyendo sus pinturas en óleo con el fin de obtener colores fluidos que pudieran gotear en los lienzos. Estos trabajos eran combinados frecuentemente con caligrafía y figuras abstractas. Durante las tres décadas finales de su carrera, el estilo de Sam Francis de un expresionismo abstracto brillante y de amplias dimensiones se encontró frecuentemente relacionalo con las obras del color field. Sus pinturas combinaron ambos campos dentro de la rúbrica del expresionismo abstracto: el action painting y el color field.
Habiendo observado las pinturas en óleo negro de Jackson Pollock de 1951, Helen Frankenthaler comenzó a producir pinturas "entintadas" en colores variados de óleo sobre lienzos en blanco. Su pieza más famosa se ese periodo fue Mountains and sea. Ella es una de las originadoras del movimiento del color field que emergió a finales de 1950. Frankenthaler también estudió con Hans Hofmann. Las pinturas de Hofmann representan una sinfonía de color, como visto en The gate (1959-1960). Hofmann fue reconocido no sólo como artista, pero también como maestro de arte, tanto en su natal Alemania como en los Estados Unidos. Hans Hofmann, quien llegó a los Estados Unidos de Alemania a inicios de 1930, trajo consigo un legado del moderno. Este era un artista joven, que trabajaba en París antes de la Primera Guerra Mundial. Hofmann trabajó en París con Robert Delaunay, y conoció de primera mano el trabajo innovador tanto de Pablo Picasso como de Henri Matisse. El trabajo de Matisse tuvo una enorme influencia en él y en su entendimiento del lenguaje expresivo del color y las potencialidades de la abstracción. Hofmann fue uno de los primeros teóricos de la pintura del color field. Sus teorías fueron influyentes tanto para artistas como para críticos, particularmente para Clement Greenberg, así como para otros durante los años treinta y cuarenta- En 1953, Morris Louis y Kenneth Noland se encontraron profundamente influenciados por las pinturas entintadas de Helen Frankenthaler tras haber visitado su estudio en la ciudad de Nueva York. Regresando a Washington D. C., comenzaron a producir trabajos mayores que dieron pie al movimiento del color field a finales de los años cincuenta.
En 1972, el curador de arte del Museo de Arte Metropolitano, Henry Geldzahler dijo:
Clement Greenberg incluyó los trabajos de Morris Louis y Kenneth Noland en un espectáculo que éste realizó en la Galería Kootz a inicios de 1950. Clem era el primero en ver el potencial. Él los invitó a Nueva York en 1953, al que me parece que era el estudio de Helen, para ver una pintura que ella acababa de realizar, titulado Mountains and sea, una muy hermosa pintura que se encontraba, en cierto sentido, fuera de Pollock y de Gorky. Ésta era también una de las primeras pinturas de tintura, una de las primeras pinturas de campo de grandes dimensiones en la que la técnica de tintura fue utilizada, sino que la primera. Louis y Noland vieron la pintura desenrollada en el piso de su estudio y regresaron a Washington D.C. Trabajaron juntos por un tiempo, concentrándose en las implicaciones de este tipo de pintura.
Las pinturas de Morris Louis se movieron de un expresionismo abstracto hacia una nueva dirección cerca del color field y del minimalismo. Su pintura, Where (1960) representó una innovación importante que movería su campo de pintura hacia el color field. Entre los mayores trabajos de Louis destacan una serie de pinturas pertenecientes al color field. Algunas de sus mejores series son la Unferleds, los Veils, los Florals y las Stripes o Pillars. De 1929 a 1933, Louis estudió en el Instituto Maryland de Artes Finas y Aplicas (ahora el Colegio Maryland de Arte). Trabajó en varios puestos para sustentarse a sí mismo mientras pintaba, y en 1935 fue presidente de la Asociación Baltimore de Artistas. De 1936 a 1940, vivió en Nueva York y trabajó en la división de Administración del Progreso de Trabajos del Proyecto Federal de Arte. Durante este periodo, conoció a Ashile Gorky, David Alfaro Siqueiros y Jack Tworkov, regresando a Baltimore en 1940. En 1948 comenzó a utilizar pintura magna - pintura de óleo basada en acrílico -. En 1952, Louis se mudó a Washington D. C. Viviendo en Washington se encontró distanciado de la escena artística de Nueva York y trabajó en completo aislamiento. Él y un grupo de artistas entre los cuales figuraba Kenneth Moland, fueron centrales para el desarrollo del color field. El punto básico en el trabajo de Louis y de otros pintores del color field, algunas veces conocidos como la Escuela del Color de Washington, en contraste a la mayoría de los nuevos acercamiento de finales de los años cincuenta e inicios de los sesenta, es la gran idea simplificada que constituye la imagen de la pintura terminada.
Kenneth Noland, trabajando en Washington D. C., fue también pionero del movimiento del color field a finales de los años cincuenta. Este utilizó una serie de formatos importantes en sus pinturas. Algunas de sus mayores series son Targets, Chevrons y Stripes. Noland atendió al Colegio Black Mountain de arte experimental y estudió arte en su estado natal de Carolina del Norte. Noland estudió con el profesor Ilya Klee, específicamente su sensibilidad al color. En 1948 y 1949 trabajó junto con Ossip Zadkine en París, y a inicios de los años cincuenta conoció a Morris Louis en Washington D. C.
En 1970, el crítico de arte, Clement Greenber, mencionó:
 Posicionaría a Pollock, junto con Hofmann y Morris Louis en este país, entre los mayores pintores de esta generación. Actualmente, no considero que exista alguien más en la misma generación en Europa que pueda igualarlos. A Pollock no le agradaban las pinturas de Hofmann. No podía realizarlas. No se tomaba la molestia de hacerlo. Y a Hofmann no le gustaban las pinturas de Pollock, así como muchos de los amigos artistas de Pollock tampoco podían realizar las cosas que éste había hecho de 1947 a 1950. Sin embargo, las pinturas de Pollock vivían o morían en el mismo contexto que las de Rembrandt, Tiziano, Velázquez, Goya, David, Manet, Rubens o Miguel Ángel. No hay interrupción, no hay transformación aquí. Pollock pidió ser evaluado por el mismo ojo que pudiera ver qué tan bueno era Rafael cuando éste era bueno o Piero cuando era bueno.

## Movimiento del color field
Para mediados de los cincuenta e inicios de los sesenta, artistas jóvenes comenzaron a romper, estéticamente, con el expresionismo abstracto, experimentando con nuevas formas de construir imágenes y nuevas maneras con las cuales lidiar con el color y la pintura. A inicios de 1960 diversos y variados movimientos en la pintura abstracta se encontraron relacionados entre ellos, siendo superficialmente catalogados como similares, aunque resultaban ser profundamente distintos en el largo plazo. Algunos de los nuevos estilos y movimientos que aparecieron a inicios de los sesenta, en respuesta al expresionismo abstracto, fueron llamados: Escuela del Color de Washington, Pintura Hard-edge, Abstracción geométrica, Minimalismo y Color field.
Gene Davis fue también un pintor conocido por sus pinturas en franjas verticales de color, como Black Grey Beat (1964). Este también fue un miembro del grupo de pintores abstractos en Washington D. C. durante los años sesenta, conocido como la Escuela del color de Washington. Los pintores de Washington también se encontraron entre los más prominentes del color field de mediados de siglo.
Los artistas asociados con el movimiento del color field durante 1960 se distanciaron de dicho movimiento y se enfocaron al uso de superficies claras y del gestalt. Durante principios y mediados de los sesenta, la pintura del color field fue el término de trabajo de artistas como Anne Truitt, John McLaughlin, Sam Francis, Sam Gilliam, Thomas Downing, Ellsworth Kelly, Paul Feeley, Friedel Dzubas, Jack Bush, Howard Mehring, Gene Davis, Mary Pinchot Meyer, Jules Olitski, Kenneth Noland, Helen Frankenthaler, Robert Goodnough, Ray Parker, Al Held, Emerson Woelffer, David Simpson, y otros cuyos trabajos se encontraban formalmente relacionados con una segunda generación de expresionistas abstractos, así como también a artistas más jóvenes como Larry Poons, Ronald Davis, Larry Zox, John Hoyland, Walter Darby Bannard y Frank Stella. Todos ellos se estaban moviendo en una nueva dirección, distanciada de la violencia y la ansiedad del acción painting, hacia un nuevo y más calmado lenguaje del color.
Aunque el color field se encuentre relacionado con Clemente Greenberg, este prefería utilizar el término de "abstracción postpictórica". En 1964, Clemente Greenberg fungió como curador de una exhibición importante que viajó a lo largo del país conocida como "abstracción postpictórica". La exhibición expandió la definición de la pintura del color field, dirigiéndose, claramente, hacia una nueva dirección en la pintura norteamericana, lejos del expresionismo abstracto. En 2007, la curadora Karen Wilkin trabajó en un proyecto llamado "El color como un campo: Pintura americana 1950-1975" que viajó a diversos museos a lo largo de Estados Unidos. La exposición mostraba diversos artistas representando dos generaciones de pintores del color field.
En 1970, el pintor Jules Olitski dijo:
 No sé qué es lo que pintura del color field significa. Creo que el término fue, probablemente, inventado por algún crítico, lo cual está bien. Sin embargo, no considero que la frase signifique algo. ¿Pintura del color field? Quiero decir, ¿qué es color? La pintura no tiene nada que ver con muchas cosas. El color se encuentra entre las cosas con las que tiene que ver. Tiene que vr con la superficie. Tiene que ver con la forma, tiene que ver con los sentimientos, los cuales son más difíciles de alcanzar.
Jack Bush fue un pintor canadiense del expresionismo abstracto nacido en Toronto, Ontario en 1909. Bush se vio fuertemente vinculado a estos dos movimientos que emergieron de los esfuerzos de los expresionistas abstractos: el color field y la abstracción lírica. Fue un miembro de los Once pintores, grupo fundado por William Ronald en 1954 para promover la pintura abstracta en Canadá, y quien se encontró influenciado en su arte por el crítico norteamericano, Clement Greenberg. Su pintura, Big A es un ejemplo de sus pinturas del color field de finales de los años sesenta.
Durante finales de 1950 e inicios de 1960, Frank Stella fue una figura significante en el surgimiento del minimalismo, la abstracción postpictórica y el color field. Sus lienzos con formas de los sesenta, como Harrah II (1967), revolucionaron la pintura abstracta. Una de ´las características más relevantes de las pinturas de Stella es el uso de la repetición, sus pinturas Black Pin Stripe de 1959 sorprendieron y conmocionado un mundo del arte que se hallaba poco habituado a ver imágenes monocromáticas y repetitivas, pintadas de forma plana, casi sin inflexión. Durante 1960, Stella creó múltiples series de pinturas de aluminio y de cobre con distintas formas, antes de hacer sus lienzos con múltiples colores y asimétricos de finales de 1960. El acercamiento y relación de Frank Stella a la pintura del color field no fue permanente o central en su oferta creativa; sobre todo debido a que su trabajó se tornó más tridimensional después de 1980.
A finales de 1960, Richard Diebenkorn comenzó sus series Ocean Park, creadas durante los últimos veinticinco años de su carrera y que son ejemplos importantes de la pintura del color field. Las series Ocean Park, ejemplificadas por Ocean Park No. 129, conectan sus primeros trabajos del expresionismo abstracto con las obras de color field. Durante los inicios de 1950, Richard Diebenkorn fue conocido como un expresionista abstracto, y sus abstracciones gestuales fueron cercanas a la Escuela de Nueva York en cuanto a su sensibilidad, pero también estuvieron firmemente basadas en la sensibilidad del expresionismo abstracto de San Francisco, lugar donde Clyfford Still tuvo una considerable influencia en artistas más jóvenes, en virtud de haber enseñado en el Instituto de Arte de San Francisco.
Para mediados de los años cincuenta, Richard Diebenkorn, junto con David Park, Elmer Bischoff y muchos otros formaron la Escuela Figurativa del Área de la Bahía, con un retorno a la pintura figurativa. Durante el periodo entre el otoño de 1964 y la primavera de 1965, Debenkorn viajó a través de Europa, otorgándosele una visa cultural para visitar y ver las pinturas de Manises en los más importantes museos rusos. Viajó a la Unión Soviética para estudiar las pinturas de Henri Manises en los museos rusos, que raramente eran vistos fuera de Rusia. Cuando regresó a la pintura del Área de la Bahía a mediados de 1965, sus trabajos resultantes resumieron todo lo que había aprendido de su más de una década como figura líder de la pintura figurativa. En 1967, con su regreso al campo de la abstracción, sus obras tuvieron un paralelo a movimientos como el del color field y la abstracción lírica, pero permaneció independiente de ambos.
Durante finales de los sesenta, Larry Poons, cuyas primeras pinturas de punto fueron asociadas con el Arte Op, comenzaron a producir pinturas con formas más libres, a las que se les hizo referencia como sus pinturas Lozange Ellipse (1967-1968). Junto con John Hoyland, Walter Darby Bannard, Larry Zox, Ronald Davis, Ronnie Landfield, John Seery, Pat Lipsky, Dan Christensen, y otros artistas jóvenes un nuevo movimiento, relacionado con la pintura del color field comenzó a formarse. Este se llamó abstracción lírica. Los años sesenta vieron emerger pintores que se tornaron hacia una inflexión de la superficie, representaciones profundas del paisaje y un toque pictórico que se fusionaba con el "lenguaje" del color. Entre la nueva generación de pintores abstractos que emergieron combinando la pintura del color field con el expresionismo de la vieja generación, también se comenzaron a combinar elementos complejos del espacio y de la superficie en sus trabajos. Para 1970, Poons creó pinturas pesadas, con una piel gruesa y resquebrajada, referidas como "pinturas de piel de elefante"; mientras que Christensen roció lazos, coloridas líneas de tela y caligrafía a través de campos multicolor y superficies delicadas. Las pinturas de bandas manchadas de Ronnie Landfield  son reflejo tanto de las pinturas de paisaje chino, como del idioma del color field de las pinturas manchadas de John Seery, ejemplificadas por East, 1973, de la Galería Nacional de Arte de Australia. Poons, Christensen, Davis, Landfield, Seery, Lipsky, Zox y muchos otros, crearon pinturas que vincularon la pintura del color field con la abstracción lírica y conllevaron a generar un nuevo énfasis en el lenguaje, gesto y "toque".

## Generalidades
La pintura del color field se encuentra relacionada con la abstracción pospictórica, el suprematismo, el expresionismo abstracto y la abstracción lírica. Inicialmente, hizo referencia a un tipo particular de expresionismo abstracto, especialmente a las obras de Mark Rothko, Clyfford Still, Barnett Newman, Robert Motherwell, Adolph Gottlieb y numerosas series de pinturas de Joan Miró. El crítico de arte, Clement Greenberg percibió a la pintura del color field como un movimiento relacionado, pero diferenciado, del action painting
Una importante distinción que hizo al color field diferente del expresionismo abstracto fue la forma en la que se manejó la pintura. Una de las formas fundamentales para definir la técnica de una pintura es la aplicación de la pintura misma; y los pintores del color field revolucionaron la forma en que ésta podía ser efectivamente aplicada.
El color field buscó deslindar al arte de su retórica superflua. Artistas como Barnett Newman, Mark Rothko, Clyfford Still, Adolph Gottlieb, Morris Louis, Jules Olitski, Kenneth Noland, Friedel Dzubas, Frank Stella y otros, utilizaron frecuentemente formatos extremadamente reducidos, con dibujos que iban desde lo esencialmente simplificado, a lo repetitivo y a los sistemas regulados, con referencias básicas a la naturaleza y un altamente articulado y psicológico uso del color. En general, estos artistas eliminaron el imaginario reconocible en favor de la abstracción. Ciertos artistas citaron referencias al arte pasado o presente, pero las pinturas general del color field presentan la abstracción como un fin en sí mismo. En el intentar alcanzar esta dirección de arte moderno, estos artistas querían presentas cada pintura como una imagen unificada, con cohesión y monolítica, frecuentemente dentro de series de tipos relacionados.
En distinción a la energía emocional y gestual de las marcas de la superficie y del manejo de la pintura utilizado por expresionistas abstractos como Jackson Pollock y Willem de Kooning, la pintura del color field apareció, inicialmente, como fría y austera. Los pintores del color field borraron el distintivo individual a favor de largas, planas, manchadas y empapadas áreas de color, consideradas como la naturaleza esencial de la abstracción visual, junto con la forma actual del lienzo, la cual, Frank Stella en particular, logró engendrar de formas inusuales con combinaciones de esquinas curvas y rectas. Sin embargo, la pintura del color field ha demostrado ser tanto sensual como extremadamente expresiva, aunque en una forma distinta a la del expresionismo abstracto. Negando la conexión con el expresionismo abstracto o con cualquier otro movimiento artístico, Mark Rothko habló claramente acerca de sus pinturas en 1956:
No son un abstraccionista... No estoy interesado en la relación del color o de la forma, o de cualquier otra cosa... Estoy interesado, solamente, en expresar las más básicas emociones humanas — tragedia, éxtasis, pena, etc. — y el hecho de que muchas personas se resquebrajen y lloren cuando se enfrentan a algunas de mis obras demuestra que me comunico con esas emociones humanas básicas. Las personas que sollozan ante mis pinturas están teniendo esa misma experiencia religiosa que yo tuve cuando las pinte. Y si tú, como tú dices, te encuentras conmovido por las relaciones del color, ¡entonces te estás perdiendo el punto!

### Stain painting
Joan Miró fue uno de los primeros y más exitosos pintores del stain painting. Aunque el "manchar" a través del óleo fuera considerado como peligroso para el lienzo de algodón en el largo plazo, el ejemplo de Miró durante los años veinte, treinta y cuarenta fue una inspiración e influencia para las generaciones más jóvenes. Una de las razones del éxito del movimiento del color field fue la técnica del manchado. Artistas mezclarían y diluirían su pintura en cubetas o latas de café para crear un líquido fluido el cual verter sobre el lienzo limpio, generalmente Cotton Duck. La pintura también podía ser aplicada a través de la brocha, enrollada, lanzada o rociada sobre la fábrica del lienzo. Generalmente, los artistas dibujarían figuras y áreas mientras el lienzo se manchaba. Muchos artistas distintos utilizaron el manchado como una técnica para sus obras. James Brooks, Jackson Pollock, Helen Frankenthaler, Morris Louis, Paul Jenkins y docenas de otros artistas encontraron que el verter y manchar abría las puertas hacia innovaciones y métodos revolucionarios de dibujar y expresar significado de distintas maneras. El número de artistas que utilizó esta técnica en 1960 incrementó considerablemente con la disponibilidad de la pintura de acrílico. El manchar el lienzo de algodón a través de la pintura de acrílico era más benigno y menos dañino para la tela del lienzo que la pintura de óleo. En 1970, la artista Helen Frankenthaler comentó sobre su técnica del manchado:
Cuando comencé a utilizar el manchado en mis pinturas dejé amplias áreas del lienzo sin pintar, pensando que el lienzo trabajaba por sí mismo, y positivamente, como pintura, línea o color. En otras palabras, la misma base era parte del medio, de forma que en lugar de pensar en ella como fondo, espacio negativo o como un espacio vacio, el área no necesitaba pintura porque tenía pintura a su lado. El punto era decidir dónde dejarla, dónde llenarla y dónde decir si esto no requería de otra línea o de otra gama de colores. Es decirlo en el espacio.

### Spray painting
De forma sorprendente, pocos artistas utilizaron la técnica la pistola de aerosol para crear largos campos de color rociados a través del lienzo durante los años sesenta y setenta. Algunos pintores que utilizaron efectivamente el spray painting incluyen a Jules Olitski, quien fue pionero en esta técnica del spray que cubrió sus largas pinturas con capa tras capa de color distintos, frecuentemente cambiando gradualmente. Otras importantes innovaciones fueron el uso de la técnica del spray de Dan Christensen para crear lazos de colores brillantes, rociados en claras marcas de caligrafía alrededor de sus pinturas de gran escala. William Pettet, Richard Saba y Albert Stadler utilizaron la técnica para crear campos de color de gran escala y de multicolor; mientras que Kenneth Showell roció sobre lienzos arrugados y creó la ilusión de interiores abstractos y vivos. Muchos de los pintores del spray painting estuvieron activos durante finales de los sesenta y setenta.

### Franjas
Las franjas fueron uno de los vehículos más populares utilizados por diversos pintores del color field en una variedad de diferentes formatos. Barnett Newman, Morris Louis, Jack Bush, Gene Davis, Kenneth Noland y David Simpson, todos hicieron series importantes de pinturas de franjas. Aunque el no los llamaría franjas, sino "zips", las franjas de Barnett Newman fueron en su mayoría verticales, de variadas anchuras y espaciados variados. En el caso de Simpson y Noland, sus pinturas de franjas fueron en su mayoría horizontales, mientras que Gene Davis pintó franjas verticales y Morris Louis pintó, en su mayoría, pinturas de franjas verticales, reconocidas frecuentemente como "pilares". Jack Bush tendió a hacer tanto pinturas de franjas verticales como horizontales, así como también con ángulos.

### Pintura Magna
Magna, un tipo especial de pintura de acrílico para uso artístico, fue desarrollado por Leonard Bocour y Sam Golden en 1947, siendo reformulado en 1960, específicamente por Morris Louis y otros pintores del stain painting del movimiento del color field. En el magna, los pigmentos tienen su base en una resina de acrílico basada en un solvente de alcohol. Al contrario de los acrílicos basados en agua modernos, el magna es miscible con trementina o espíritus minerales, secándose rápidamente para obtener un acabado mate o brillante. Fue utilizado extensamente por Morris Lous y Friedel Dzubas, así como también por el artista del Arte Pop, Roy Lichtenstein. Los colores del magna son más vívidos e intensos que las pinturas regulares de acrílico con base en agua. Louis utilizó la pintura magna en grandes proporciones en sus Series de franjas, donde los colores fueron utilizados no diluidos y fueron vertidos sin mezclaron directamente desde la lata.

### Pintura de acrílico
En 1972, el antes curador del Museo de Arte Metropolitano, Henry Geldzahler dijo:
 El color field, curiosamente suficiente o tal vez no, comenzó una forma viable de pintar exactamente al mismo tiempo que la pintura de acrílico, la nueva pintura de plástico, comenzó a existir. Fue como si la nueva pintura demandara una nueva posibilidad en el arte, y como si los pintores llegaran a ella. La pintura de óleo, que tiene un medio que es sumamente distinto, que no es basado en agua, siempre deja un rastro de óleo alrededor de las orillas del color. La pintura de acrílico se detiene en su mismo margen. La pintura del color field llegó al mismo tiempo que esta nueva pintura.
Los acrílicos se hicieron comercialmente disponibles en los cincuenta como pinturas basadas en minerales conocidas como pintura magna, ofrecidas por Leonard Bocour. Las pinturas de acrílico con base en agua fueron subsecuentemente vendidas como pinturas de casa de "látex", aunque la dispersión del acrílico no utilizara formas derivadas de látex de un árbol de goma. Las pinturas de látex de interiores tendían a ser una combinación de materiales como acrílico, vinil y acetato, entre otras. Las pinturas de exterior de látez también podían ser una mezcla de polímeros, pero las mejores pinturas eran cien pro ciento de acrílico.
Rápidamente, después de que las pinturas de acrílico con base en agua fueron introducidas como pinturas para casas, ambos artistas, los primeros de quienes fueron muralistas mexicanos, y compañías comenzaron a explorar el potencial de los nuevos componentes. Los pinturas de acrílico pueden ser adelgazadas con agua y utilizadas "lavados" en la misma forma que las pinturas de acuarela, aunque éstas fueron permanentes una vez secas. Pinturas de calidad artística solubles en agua se hicieron comercialmente disponibles a inicios de 1960, ofrecidas por Liquitez y Bocour bajo la marca de Aquatex. Solubles en agua, Aquatex y Liquitex, probaron ser ideales para el stain painting. Esta técnica con acrílicos solubles en agua hacía a los colores diluidos hundirse y retenerse rápidamente en el lienzo. Pintores como Kenneth Noland, Helen Frankenthaler, Dan Christensen, Sam Francis, Larry Zox, Ronnie Landfield, Larry Poons, Jules Olitski, Gene Davis, Ronald Davis, Sam Gilliam y otros, utilizaron exitosamente los acrílicos con base en agua para sus nuevas pinturas manchadas del color field.

### Legado: influencias
El decir que el legado artístico de la pintura del siglo XX es un largo e ininterrumpido proceso de influencias y de complejas interrelaciones no sería exacto. El uso de largos y abiertos campos de color expresivo, aplicados en prociones generosas de pintura, acompañadas por dibujos holgados (puntos de líneas vagas o de contornos figurativos) puede ser visto, en primera instancia, en los trabajos de inicios del siglo XX, tanto de Henri Matisse como de Joan Miró. Matisse y Miró, así como Pablo Picasso, Paul Klee, Wassily Kandinsky y Piet Mondrian, influyeron directamente en los expresionistas abstractos, en los pintores del color field, de la abstracción postpictórica y los expresionistas líricos. Norteamericanos del siglo XIX como Augustus Vincent Tack y Albert Pinkham Ryder, junto con los modernistas tempranos como Georgia O'Keeffe, Marsden Hartley Stuart Davis, Arthur Dove y los paisajes de Milton Avery, también crearon los precedentes e influyeron en los expresionistas abstractos, en los pintores del color field y de los abstraccionistas líricos. Las pinturas de Henri Matisse, French Window at Collioure, y View of Notre Dame de 1914 crearon una amplia influencia en los pintores del color field en general (incluyendo las Open Series de Robert Motherwell) y las pinturas de Richard Diebenkorn, Ocean Park, específicamente. De acuerdo con la historiadora de arte, Jane Livingston, Diebenkorn vio las pinturas de Matisse en una exhibición en Los Ángeles en 1966, las cuales tuvieron un enorme impacto en él y en su trabajo. Jane Livingston dijo acerca de la exhibición de Matisse de enero de 1966 que Diebenkorn observó en Los Ángeles:
 Es muy difícil no adscribir un enorme peso a esta experiencia en la dirección que su trabajo tomó desde ese momento. Las dos pinturas que él vio se plasman en casi todos los lienzos de Ocean Park. View of Notre Dame y French Window Collioure, ambos pintados en 1914, fueron puestas a la vista por primera vez en los Estados Unidos.
Livingston continúa diciendo que Diebenkorn debió de haber experimentado French Window at Collioure como una epifanía.
Joan Miró fue uno de los artistas más influyentes del siglo XX. Miró fue pionero en la técnica del manchado, creando fondos borrosos con nubes multi-colores en pintura delgada de óleo, alrededor de 1920 y 1930; encima de lo cual añadió caligrafía, caracteres y un abundante léxico de palabras e imaginario. Arshile Gorky, abiertamente admiró el trabajo de Miró y pintó obras similares antes de descubrir su propia originalidad a inicios de los cuarenta. Durante los sesenta, Miró pintó largos campos radiantes de color, vigorosamente pintados en azul, blanco y otros campos monocromáticos de color; con orbes negras borrosas y formas similares a la caligrafía, flotando al azar. Estos trabajos se asemejaron a las pinturas del color field de las generaciones más jóbenes. El biógrado, Jacques Dupin dijo sobre el trabajo de Miró durante los sesenta:
 Estos lienzos muestran afinidades - Miró no intenta negar esto - con las búsquedas de la nueva generación de pintores. Muchos de ellos, Jackson Pollock siendo uno de ellos, han reconocido su deuda a Miró. Miró, en regreso, muestra gran interés en su trabajo y nunca se pierde de una oportunidad para animar y apoyarlos. Asimismo, éste tampoco considera por debajo de su dignidad el utilizar sus descubrimientos en algunas ocasiones. 
Tomando su ejemplo de otros modernistas europeos como Joan Miró, el movimiento del color field comprende décadas desde mediados del siglo XX hasta inicios del siglo XXI. La pintura del color field actualmente comprende tres generaciones separadas, pero relacionadas de pintores. Términos utilizados frecuentemente para hacer referencia a estos tres grupos separados, pero similares, son el expresionismo abstracto, la abstracción postpictórica y la abstracción lírica. Algunos de estos artistas hicieron trabajos en estas tres áreas, y se relacionaron a todos estos estilos. Los pionero del color field, como Jackson Pollock, Mark Rothko, Clyfford Still, Barnett Newman, Adolph Gottlieb y Robert Motherwell son pensados, originalmente como expresionistas abstractos. Artistas como Helen Frankenthaler, Sam Francis, Richard Diebenkorn, Jules Olitski, y Kenneth Noland, fueron de una generación relativamente más joven o, en el caso de Morris Louis, estéticamente alineados con las perspectivas de dicha generación; la cual comenzó como una generación de expresionistas abstractos, pero que rápidamente se movió hacia la abstracción pospictórica. Mientras que artistas más jóvenes como Frank Stella, Ronald Davis, Larry Zox, Larry Poons, Walter Darby Bannard, Ronnie Landfield, Dan Christensen, comenzaron con la abstracción pospictórica y enetualmente se movieron hacia un nuevo tipo de expresionismo abstracto, referido como abstracción lírica. Muchos de estos artistas mencionados, así como muchos otros, han practicado los tres modos en una sola fase de sus carreras. Durante las últimas fases de la pintura del color field, como reflejo del zeitgeist de los sesenta tardíos (en los que todo comenzó a aparecer suelo) y la ansiedad de la edad (con las incertidumbres del tiempo) convergieron con el gestalt de la abstracción postpictórica, produciendo la abstracción lírica, la cual combinó la precisión del idioma del color field con la vaguedad del expresionismo abstracto. Durante el mismo periodo de los sesenta y los setenta en Europa, Gerhard Richter, Anselm Kiefer y muchos otros artistas también comenzaron a producir obras de intensa expresión, convergiendo la abstracción con las imágenes, incorporando imaginario del paisaje que para finales de los setenta sería conocido como neo-expresionismo.

## Pintores
La siguiente es una lista de pintores pertenecientes al color field, así como de algunas de sus influencias artísticas:
| - Josef Albers - Frederick Spratt - Edward Avedisian - Walter Darby Bannard - Ilya Bolotowsky - Frank Bowling - Jack Bush - Dan Christensen - Gene Davis - Ronald Davis - Robyn Denny - Richard Diebenkorn - Thomas Downing - Friedel Dzubas - Paul Feeley - Sam Francis - Helen Frankenthaler - Sam Gilliam - Robert Goodnough | - Al Held - Hans Hofmann - Wolfgang Hollegha - John Hoyland - Paul Jenkins - Ellsworth Kelly - Paul Klee - Ronnie Landfield - Morris Louis - Henri Matisse - John McLaughlin - Howard Mehring - Mary Pinchot Meyer - Joan Miró - Piet Mondrian - Robert Motherwell - Barnett Newman | - Kenneth Noland - Jules Olitski - Blinky Palermo - Ray Parker - William Perehudoff - John Plumb - Larry Poons - Paul Reed - Ad Reinhardt - Jack Roth - Mark Rothko - John Seery - David G. Sorensen - Clyfford Still - Frank Stella - Alma Woodsey Thomas - Anne Truitt - Neil Williams - Larry Zox |